# جون دوميلو
جون دوميلو (بالإنجليزية: John Dumelo) هو ممثل وسياسي ومزارع غاني ولد في يوم 3 فبراير 1984. تخرج من جامعة كوامي نكروماه للعلوم والتقانة. بدأ التمثيل وهو طفل ونال عدة جوائز نتيجة أعماله.

## روابط خارجية
- جون دوميلو على موقع IMDb (الإنجليزية)
- جون دوميلو على موقع أول موفي (الإنجليزية)
- جون دوميلو على موقع قاعدة بيانات الفيلم (الإنجليزية)
- جون دوميلو على موقع كينوبويسك (الروسية)